# Маса (Лука)
Маса је насеље у Италији у округу Лука, региону Тоскана.
Према процени из 2011. у насељу је живело 144 становника. Насеље се налази на надморској висини од 863 м.